# Danh sách vườn quốc gia tại Kenya
Hệ thống các vườn quốc gia của Kenya được duy trì và quản lý bởi Cục Hoang dã Kenya. Có hai loại hình bảo tồn chính bao gồm vườn quốc gia và khu bảo tồn quốc gia.

## Danh sách

### Vườn quốc gia
- Vườn quốc gia Aberdare
- Vườn quốc gia Amboseli
- Vườn quốc gia Arabuko Sokoke
- Vườn quốc gia Đảo Trung
- Vườn quốc gia Các đồi Chyulu
- Vườn quốc gia Cổng Địa Ngục
- Vườn quốc gia biển Kisite-Mpunguti
- Vườn quốc gia Kora
- Vườn quốc gia Hồ Nakuru
- Vườn quốc gia biển Malindi
- Vườn quốc gia Malka Mari
- Vườn quốc gia Masai Mara
- Vườn quốc gia Meru
- Vườn quốc gia biển Mombasa
- Vườn quốc gia Núi Elgon
- Vườn quốc gia Núi Kenya
- Vườn quốc gia Núi Longonot
- Vườn quốc gia Nairobi
- Vườn quốc gia Ol Donyo Sabuk
- Vườn quốc gia Ruma
- Vườn quốc gia Đầm lầy Saiwa
- Vườn quốc gia Sibiloi
- Vườn quốc gia Tsavo Đông
- Vườn quốc gia Tsavo Tây
- Vườn quốc gia biển Watamu

### Khu bảo tồn
- Khu bảo tồn quốc gia Arawale
- Khu bảo tồn quốc gia Bisanadi
- Khu bảo tồn quốc gia Boni
- Khu bảo tồn quốc gia Buffalo Springs
- Khu bảo tồn quốc gia Dodori
- Khu bảo tồn quốc gia Rừng Kakamega
- Khu bảo tồn Kisumu Impala
- Khu bảo tồn quốc gia Hồ Bogoria
- Khu bảo tồn quốc gia Masai Mara
- Khu bảo tồn voi Mwaluganje
- Khu bảo tồn quốc gia Mwea
- Khu bảo tồn quốc gia Mwingi
- Khu bảo tồn quốc gia Rahole[1]
- Khu bảo tồn quốc gia Rimoi[2]
- Khu bảo tồn quốc gia Samburu
- Khu bảo tồn quốc gia Các đồi Shimba
- Khu bảo tồn quốc gia Sông Tana Primate
- Khu bảo tồn rừng Witu (Utwani)